# Megachile strenua
Megachile strenua är en biart som beskrevs av Smith 1879. Megachile strenua ingår i släktet tapetserarbin, och familjen buksamlarbin. Inga underarter finns listade i Catalogue of Life.